# 瓦尔格里桑什
瓦尔格里桑什（法語：Valgrisenche，法語發音：[valgʁizɑ̃ʃ]）是意大利瓦莱达奥斯塔大区的一个市镇。总面积112平方公里，人口194人，人口密度1.7人/平方公里（2009年）。ISTAT代码为007068。